# Alexandria (Missouri)
Alexandria – miasto w Stanach Zjednoczonych, w stanie Missouri.